# Robert Jastrow
Robert Jastrow, né 7 septembre 1925 à New York et mort le 8 février 2008 à Arlington en Virginie, est un astrophysicien américain.

## Biographie
Robert Jastrow naît le 7 septembre 1925 à New York. 
Diplômé en 1948 d'un doctorat de physique théorique à l'université Columbia de New-York, il dirige ensuite des travaux sur les protons de haute énergie à l'université de Princeton puis, en 1958, rejoint la NASA. Il y joue un rôle clé dans le programme d'exploration lunaire en tant que membre fondateur et directeur du Goddard Institute for Space Studies (G.I.S.S.).
Robert Jastrow est un vulgarisateur de la recherche astronomique et de la conquête spatiale. Il est connu pour le livre Red Giants and White Dwarfs (1967).
Il est un grand sceptique à l'égard des questions liées aux changements climatiques.
Robert Jastrow meurt le 8 février 2008 à l'âge de 82 ans à son domicile à Arlington en Virginie, à la suite de complications de la pneumonie.